# Хаку (гора)
Хаку (яп. 白山, Haku-san, «бі́ла гора́») — неактивний вулкан в Японії, розташований на адміністративному кордоні префектур Ґіфу та Ісікава острова Хонсю. Належить до типу стратовулканів. Останнє виверження відбулося у 1659 році. Разом з горами Татеяма та Фудзі належить до Трьох священних гір.

## Опис
Найвища вершина гори — Ґодзенґаміне (御前峰) висотою 2702 м. Хакусан разом з вершинами Кенґаміне (剣ヶ峰), яка має висоту 2677 м, та Онандзіміне (大汝峰), яка має висоту 2648 м, відносять до так званих «Трьох вершин Хакусана» (白山三峰 Hakusan Sanmine). Інколи до цих трьох додають гори Бессан та Санноміне і вони разом називаються «П'ятьма вершинами Хакусана».
Оскільки гора досить виразна і її гарно видно із сусіднього узбережжя, навіть після того, як на найближчих горах сходить сніг, Хакусан залишається білим. Ця обставина є одним з пояснень походження назви гори («біла гора»). Хакусан є найзахіднішою горою Японії серед гір висотою понад 2000 м.

## Історія та культура
Першим, хто піднявся на Хакусан, став монах Тайтьо (泰澄 Taichō) у 717 році. Протягом сотень років люди відвідували гору для здійснення молитов (白山信仰 Hakusan Shinkō). На горі розташоване дочірнє святилище святилища Сіраяма Хіме з міста Хакусан, яке вважалося найзначнішим святилищем провінції Каґа. Святилище Сіраяма Хіме є головним святилищем (яп. 総本社, sō-honsha) з приблизно 2000 святилищ Хакусан (яп. 白山神社, Hakusan jinja) в Японії. У 1980 році відповідно до програми ЮНЕСКО «Людина і біосфера» був створений біосферний заповідник площею 48 000 га.

## Природа
У 1955 році на території Хакусану був створений квазі-національний парк. У 1962 році він отримав статус національного парку і був перейменований на Національний парк Хакусан. Оскільки центральна частина парку має обривистий характер ландшафту, у ньому мало доріг і, як наслідок, він зазнав невеликого людського впливу. Крім того, з метою попередження негативного людського впливу на території парку була створена ділянка для охорони дикої природи площею 38 061 га. Парк простягається до префектури Тояма за межами гори Хакусан.

### Геологія
Область, яка оточує гору, є однією з небагатьох областей в Японії, які мають відслонення гірських порід юрського періоду мезозойської ери. У цій місцевості було знайдено чимало характерних для Японії викопних решток динозаврів. Одне з основних кам'яних відслонень відоме як «Кувасімська стіна викопних решток» (桑島化石壁 Kuwashima Kasekikabe).
Оскільки гора є неактивним вулканом, вона широко відома завдяки своїм численним гарячим джерелам.

### Флора
Хакусан відомий своїм різноманітним рослинним життям. Уздовж стежки Сабо, далі будинку Дзінносуке, трапляються альпійські рослини, включно з видом Fritillaria camschatcensis.
Чимало рослин мають Hakusan у своїй японській назві. Наприклад, Primula cuneifolia (Hakusan Kozakura), Anemone narcissiflora (Hakusan Ichige), Dactylorhiza (Hakusan Chidori), Geranium yesoemse (Hakusan Fuuro) і Rhododendron brachycarpum (Hakusan Shakunage). Ці рослини трапляються на багатьох горах Японії, проте вперше вони були виявлені на старих стежках, які вели до святилища Хакусан.
| Chocolate lily (Kuro Yuri) | Primula cuneifolia (Hakusan Kozakura) | Anemone narcissiflora (Hakusan Ichige) | Dactylorhiza aristata (Hakusan Chidori) |
| -------------------------- | ------------------------------------- | -------------------------------------- | --------------------------------------- |
|                            |                                       |                                        |                                         |

### Фауна
На схилах гори трапляються беркут та куріпка тундрова.

## Пішохідні стежки
Три пішохідні стежки, якими найчастіше користуються: Канко (観光新道 Kankō Shinmichi), Сабо (砂防新道 Sabō Shinmichi) і Хірасе (平瀬道 Hirase-dō). Стежки Канко і Сабо беруть свій початок у місті Хакусан префектури Ісікава, водночас Хірасе починається від греблі Осіракава (大白川ダム) у префектурі Ґіфу.
На самій горі є лише декілька стежок, оскільки область гори охороняється як природний парк. Хоча, використовуючи згадані стежки, можна піднятися на гору і спуститися з неї за один день, якщо користуватися іншими стежками, цей процес може зайняти два чи три дні через нерозчищені стежки та нерівний ландшафт.

## Галерея

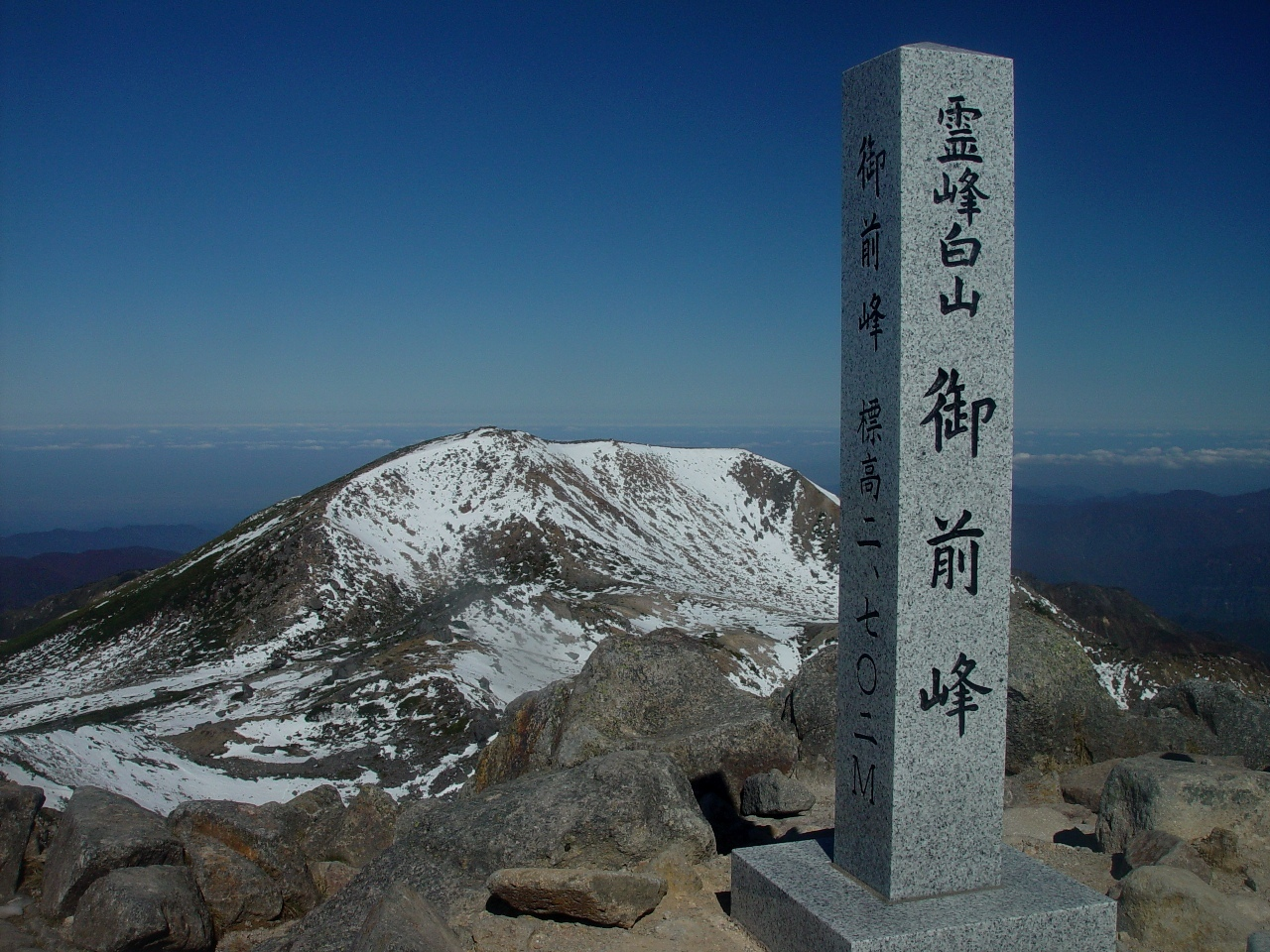
Вершина Ґодзенґаміне (Хакусан) і Онандзіміне
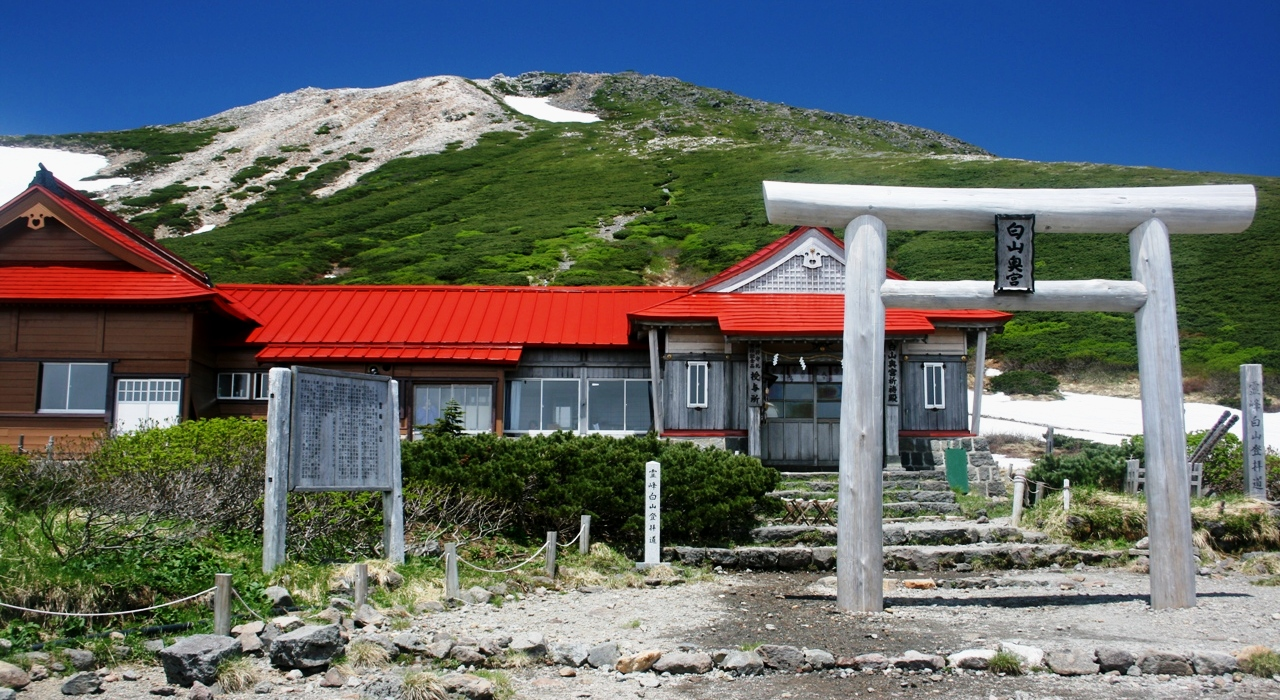
Святилище Хакусан на вершині Ґодзенґаміне
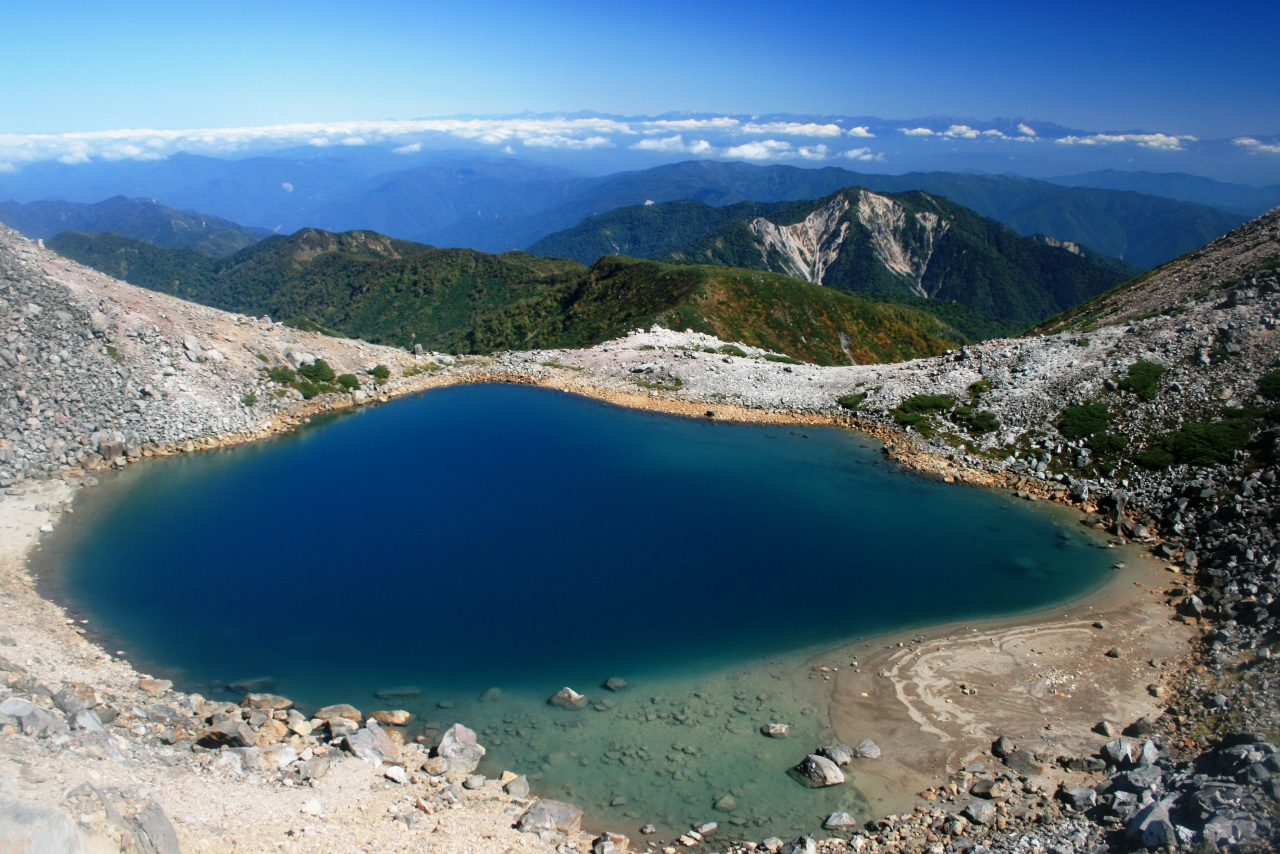
Вулканічний кратер (Мідоріґа-іке)
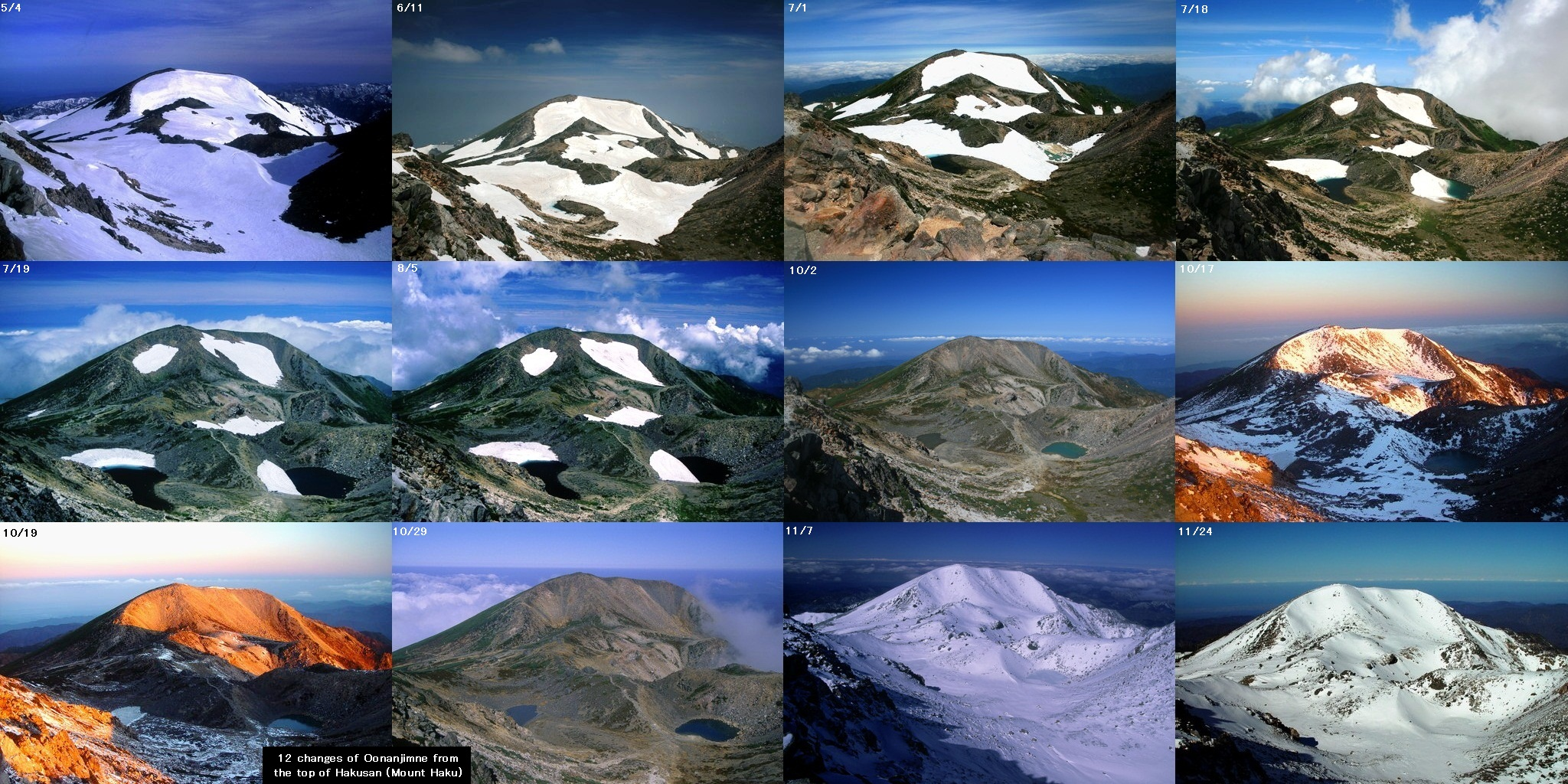
Хакусан під час різних пір року
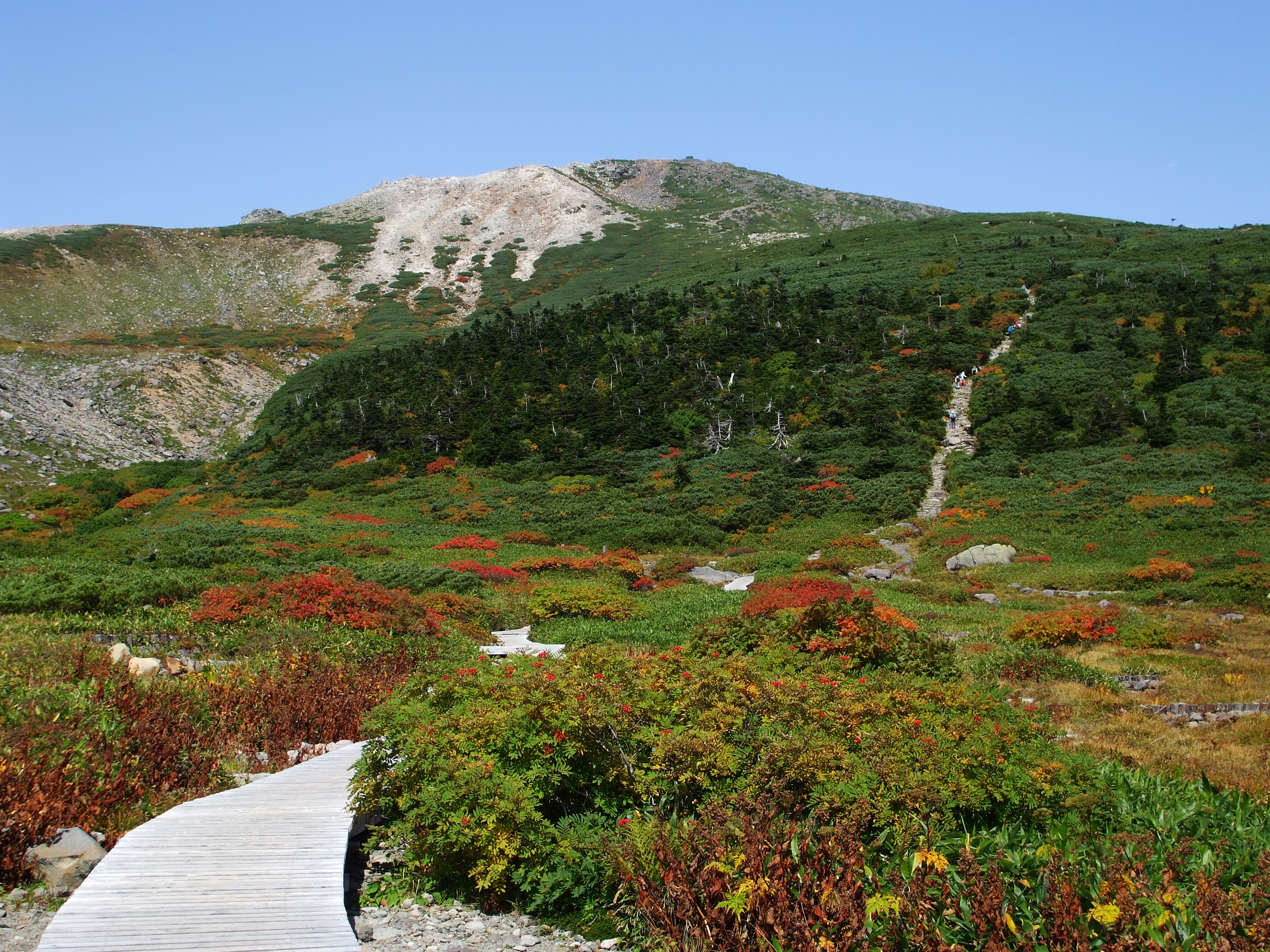
Вид на Хакусан з Мідаґахари
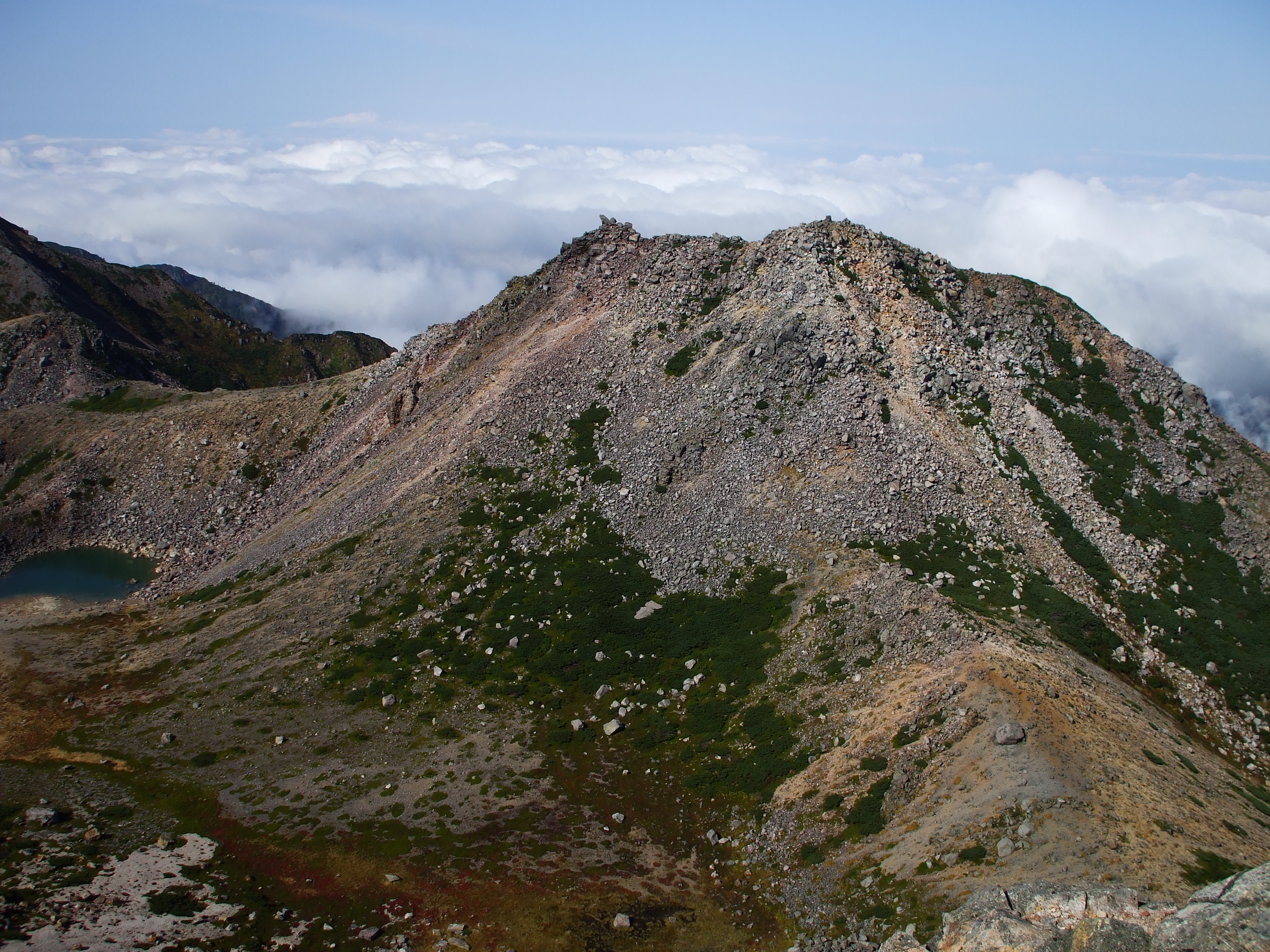
Вид на вершину Кенґаміне з вершини Ґодзенґаміне
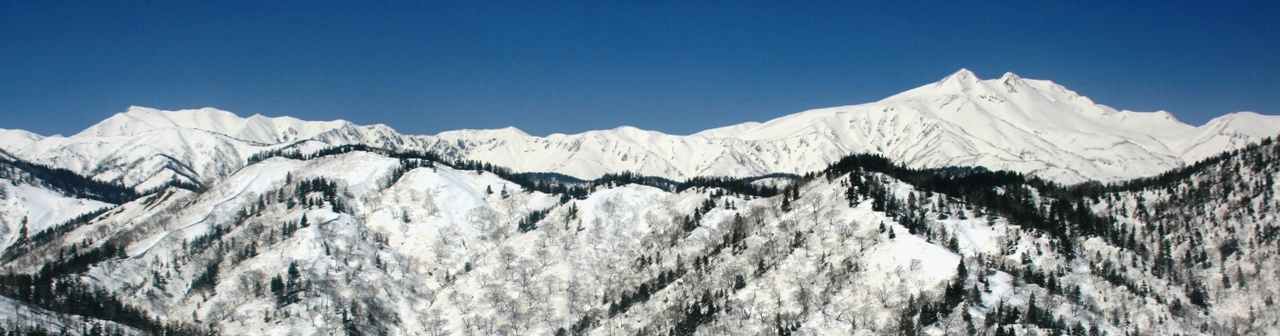
Вид на Хакусан із сходої частини гори Хідері
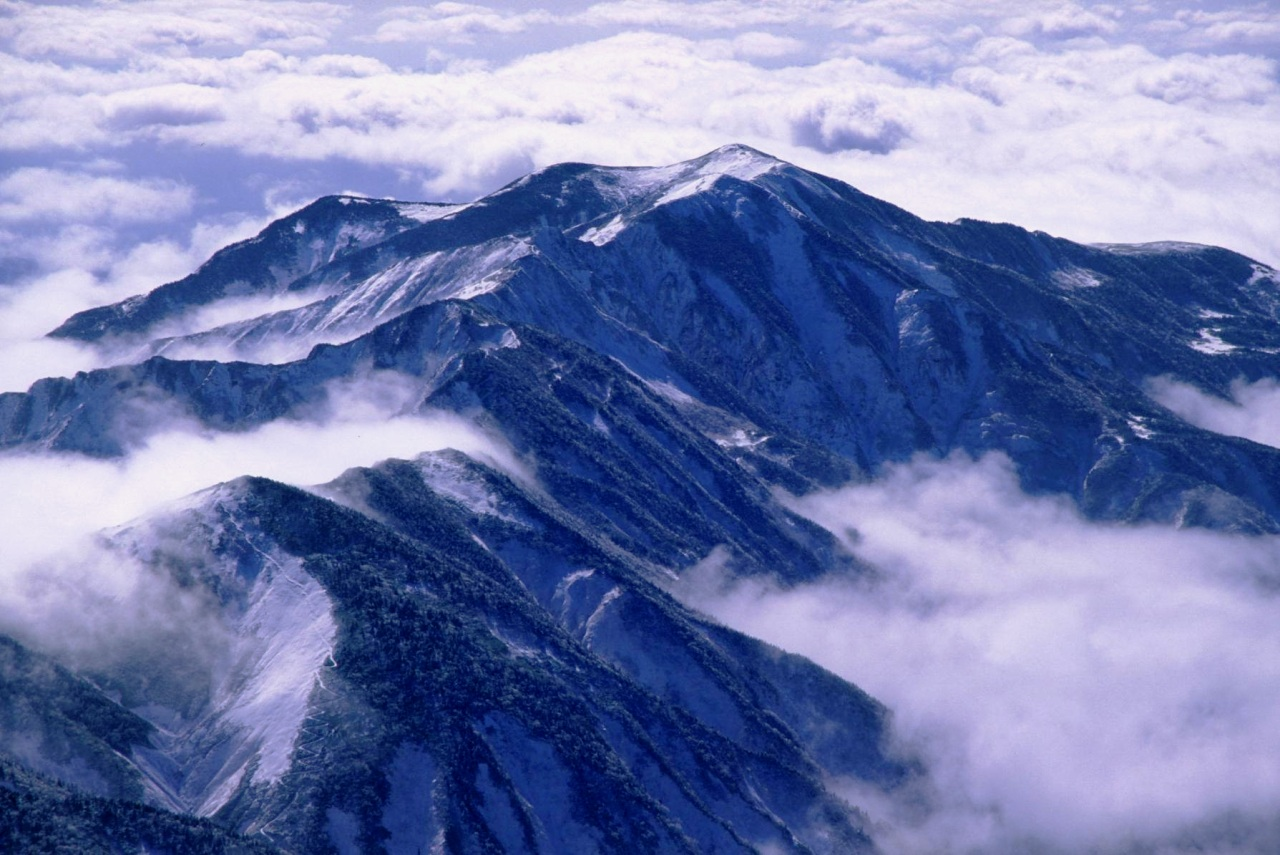
Вид на гору Бессан з вершини Ґодзенґаміне